# Abbey Road
Abbey Road este al unsprezecelea album de studio lansat de formația engleză de muzică rock The Beatles, și ultimul pe care aceasta l-a înregistrat. Deși în 1970 a mai fost lansat albumul Let It Be, acesta fusese înregistrat înainte de Abbey Road. Abbey Road a fost lansat la 26 septembrie 1969 în Regatul Unit, și la 1 octombrie 1969 în SUA. El a fost produs și orchestrat de George Martin pentru Apple Records. Geoff Emerick a fost inginer de sunet, Alan Parsons inginer asistent, iar Tony Banks operator.
Abbey Road este considerat a fi unul dintre cele mai închegate albume ale grupului The Beatles, deși formația nu mai funcționa unitar la acea vreme. Rolling Stone l-a clasat al 14-lea pe lista celor mai bune 500 de albume din toate timpurile. În 2009, un sondaj printre cititorii revistei a arătat că în opinia lor Abbey Road este cel mai bun album al formației Beatles.
Cu ocazia împlinirii a 50 de ani de la lansare, albumul a fost remasterizat și remixat de către Giles Martin, fiul producătorului George Martin, fiind relansat într-o serie de formate. A reușit performanța de a urca din nou pe primul loc al clasamentului britanic după 49 de ani și 252 de zile.